# Kirkcaldy High School
Kirkcaldy High School è una scuola statale comprensiva co-educativa della durata di 6 anni a Kirkcaldy, Fife, Scozia.

## Storia
La scuola fu fondata nel 1582 come Kirkcaldy Burgh School; il nome "High School" risale alla metà del XIX secolo. Il motto della scuola è Usque conabor, "Mi impegnerò al massimo".
La High School era originariamente su St Brycedale Avenue e parte del vecchio edificio è ora incorporata nel Kirkcaldy College. Nel 1958 una nuova scuola fu costruita sulla Dunnikier Way a forma di "H" e fu aperta dalla Regina. Nel 1970 furono sostenuti gli ultimi esami di ammissione alla scuola, dopodiché gli alunni furono suddivisi in zone nella scuola superiore più vicina. L'anno successivo la Templehall High School (a circa mezzo miglio di distanza) divenne l'edificio "Junior" della High School che originariamente ospitava alunni del 1º , 2º e 3º anno (in seguito solo 1º e 2º anno). Il liceo originale divenne la casa per gli anziani. Poiché i requisiti sono cambiati nel corso degli anni, la scuola superiore è stata ampliata e il numero degli alunni è diminuito. Il requisito per due edifici non era più necessario. Nel 1994 l'edificio junior è stato chiuso e demolito; il sito è ora occupato da un complesso residenziale.
L'ispezione più recente della scuola è avvenuta nel 2012. I rapporti affermavano che la scuola stava facendo buoni progressi con i suoi obiettivi e identificava i punti di forza chiave: alunni che erano orgogliosi della loro scuola e positivi riguardo all'apprendimento, risultati elevati nell'apprendimento fuori classe, assistenza pastorale di alta qualità, ottimo lavoro di partenariato comunitario, personale che ha ascoltato e coinvolto gli alunni e la guida del preside di una scuola in miglioramento.
Nel marzo 2014, la scuola ha vinto il COSLA (Convention of Scottish Local Authorities) Excellence Award per il suo lavoro in relazione alla salute sessuale degli adolescenti e alla prevenzione della gravidanza. Lavorando con NHS Fife, la scuola è stata riconosciuta come un esempio di buone pratiche in questo campo ed è stata descritta dalla stampa nazionale, dalla TV e dalla radio.
Successivamente, nel 2014, la Kirkcaldy High School è stata selezionata come finalista agli Scottish Education Awards 2014 nella sezione Health and Wellbeing ed è stata selezionata come migliore scuola "Kingdom FM" nei loro "Local Hero" Awards ad agosto 2014. in the Health and Wellbeing section and were selected as the "Kingdom FM" Best School
Durante la sessione 2015-2016, la scuola è stata sempre più coinvolta nella promozione dell'istruzione "STEM" (Science, Technology, Engineering and Maths), con un membro del personale riconosciuto come insegnante STEM dell'anno nel Regno Unito, la scuola che ha vinto le finali scozzesi del concorso "Go4SET" di Engineering Development Trust e un altro posto finalista agli Scottish Education Awards
Il 22 febbraio 2017, la scuola ha ricevuto la visita dell'ambasciatore di Stonewall Sir Ian McKellen. Sir Ian ha parlato all'S6 delle sue esperienze prima di pranzare con LGBT + Group della scuola. Sir Ian ha ricevuto una cravatta della Kirkclady High School che indossava al The Graham Norton Show.
Nel 2018, la scuola ha vinto un secondo COSLA Excellence Award per il suo lavoro nell'affrontare il bullismo LGBT + e nella promozione dell'uguaglianza in tutta la scuola, nonché per aver frequentato una serie di organizzazioni locali e nazionali.
Nel 2020, la scuola ha ottenuto lo status "Gold" come "Scuola per il rispetto dei diritti" dell'UNICEF ed è stata premiata con la Carta "Gold" da LGBT Youth Scotland.

## House system
Gli alunni della Kirkcaldy High School sono organizzati in quattro diverse case. Originariamente l'House system prendeva il nome dalle aree di Kirkcaldy: Balwearie, Raith, Ravenscraig e St. Serfs. Ora le case prendono il nome da personaggi famosi della città.
- Oswald (verde) - Prende il nome da un'antica famiglia di Kirkcaldy, un tempo associata alla tenuta Dunnikier, in cui ora si trova la scuola.
- Adam Smith (viola) - Prende il nome dall'economista che scrisse The Wealth of Nations e frequentò la scuola nel XVIII secolo.
- Carlyle (blu) - Prende il nome dallo scrittore Thomas Carlyle che insegnò nella scuola tra il 1816 e il 1818.